# Dogre

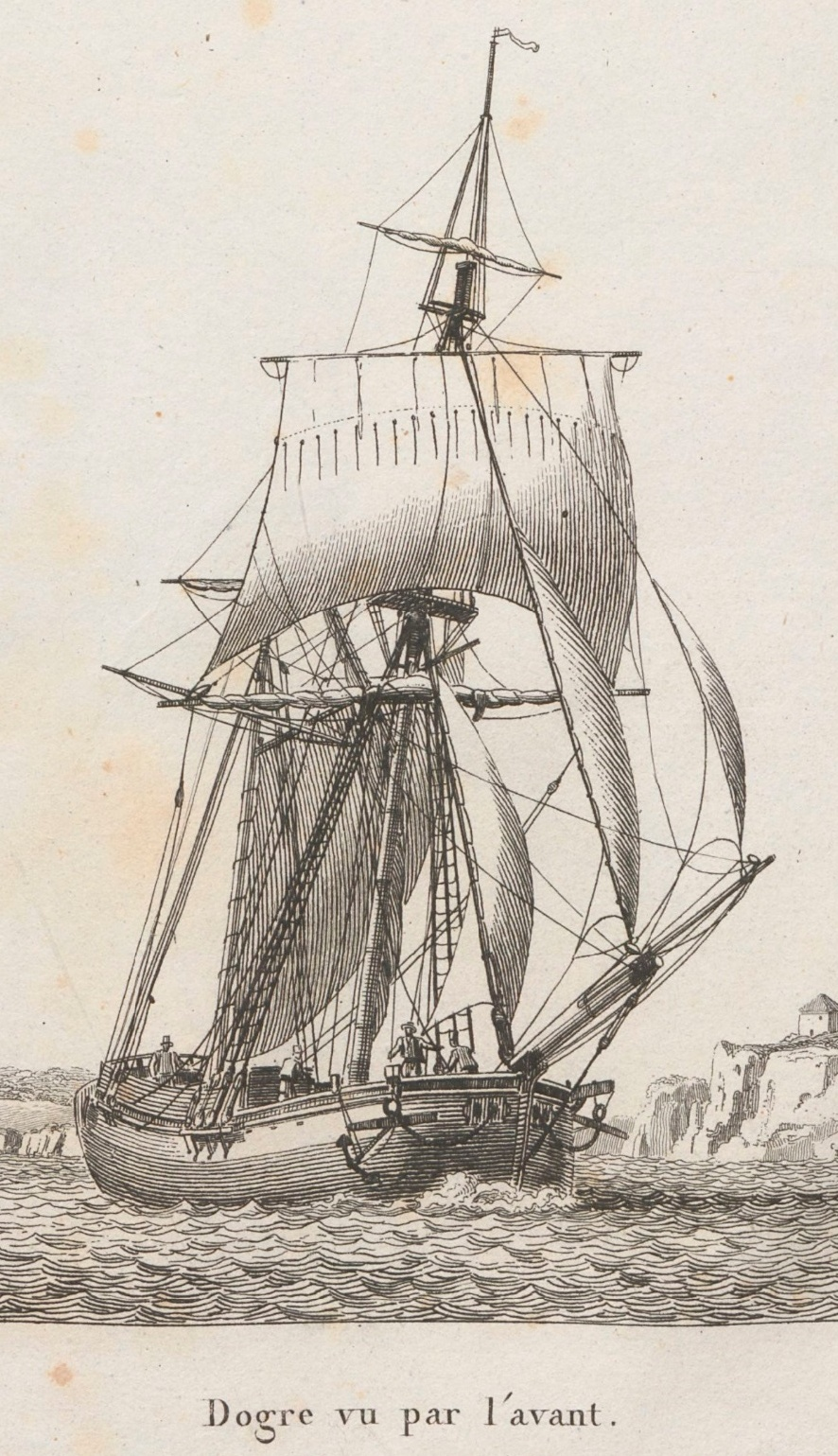
Un dogre au début du XIXe siècle.

Le dogre est un voilier utilisé jadis pour la pêche du hareng et du maquereau dans la Manche.

## Présentation
Ce bateau est doté d'un vivier dans le fond pour conserver le poisson vivant.
Son gréement est constitué par un grand mât au milieu, portant deux voiles carrées, et un à la queue, plus petit, gréé d'une voile carrée et d'une petite brigantine ; un beaupré portant une civadière et trois focs. 
Le dogre est ponté.

## Le Dogre des Glénans
Plus récemment, l'appellation « Dogre » a été donnée à une série de voiliers-écoles dessinée par Jean-Jacques Herbulot pour le centre nautique des Glénans, où ils ont été utilisés dans les années 1960 à 1980. D'une longueur de 8,20 m pour un maître-bau d'environ 2,60 m, ces voiliers gréés en ketch comportaient une coque à construction classique à quille longue (tirant d'eau 1,50 m), et un vaste rouf à bonne visibilité extérieure avec une table à cartes bien abritée permettant de former des stagiaires à la navigation dans les meilleures conditions.